# Афула
Афула (івр. עֲפֻלָּה, עפולה, араб. العفولة) — місто розташоване в Північному окрузі в Ізраїлі.
Афула розташована в Ізреельській долині, на стратегічному перетині доріг з Галілеї до центра Ізраїлю, а також з Хайфи до Бейт-Шеану та Йорданії. Афула часто зветься «столицею Ізреельської долини».

## Історія
Сучасне місто Афула розташоване на місці біблійного міста Офел, яке було рідним містом Гедеона. Про це згадує Друга книга царів 5:24 у зв'язку з пророком Єлисеєм, який жив поблизу.
У 12 столітті тут було закладено арабське село Аль-Фулах. Під час кампанії Наполеона в 1799 році поблизу цього села відбулася битва за гору Фавор, під час якої невелика армія французів перемогла численні турецькі війська.

## Населення
Населення: 62 682 (2023 рік)